# الوكيل (أسماء الله الحسنى)
الوكيل هو من أسماء الله الحسنى، على وزن فعيل بصيغة المبالغة، ومعناه: الكفيل بأرزاق العباد، والقائم عليهم بمصالحهم، الذي يتولى أمور عباده المتقين، الذين يلجأون إليه ويعتمدون عليه، فيكفيهم ويغنيهم ويرضيهم.

## في القرآن الكريم
قد ورد في القرآن أربع عشرة مرة، منها:
- ﴿الَّذِينَ قَالَ لَهُمُ النَّاسُ إِنَّ النَّاسَ قَدْ جَمَعُوا لَكُمْ فَاخْشَوْهُمْ فَزَادَهُمْ إِيمَانًا وَقَالُوا حَسْبُنَا اللَّهُ وَنِعْمَ الْوَكِيلُ ۝١٧٣﴾ سورة آل عمران:173
- ﴿وَيَقُولُونَ طَاعَةٌ فَإِذَا بَرَزُوا مِنْ عِنْدِكَ بَيَّتَ طَائِفَةٌ مِنْهُمْ غَيْرَ الَّذِي تَقُولُ وَاللَّهُ يَكْتُبُ مَا يُبَيِّتُونَ فَأَعْرِضْ عَنْهُمْ وَتَوَكَّلْ عَلَى اللَّهِ وَكَفَى بِاللَّهِ وَكِيلًا ۝٨١﴾ سورة النساء:81
- ﴿فَلَعَلَّكَ تَارِكٌ بَعْضَ مَا يُوحَى إِلَيْكَ وَضَائِقٌ بِهِ صَدْرُكَ أَنْ يَقُولُوا لَوْلَا أُنْزِلَ عَلَيْهِ كَنْزٌ أَوْ جَاءَ مَعَهُ مَلَكٌ إِنَّمَا أَنْتَ نَذِيرٌ وَاللَّهُ عَلَى كُلِّ شَيْءٍ وَكِيلٌ ۝١٢﴾ سورة هود:12
- ﴿رَبُّ الْمَشْرِقِ وَالْمَغْرِبِ لَا إِلَهَ إِلَّا هُوَ فَاتَّخِذْهُ وَكِيلًا ۝٩﴾ سورة المزمل:9

## في السنة النبوية
عن أبي سعيد الخدري :أن النبي ﷺ قال:«كيف أنعم وقد التقم صاحب القرنِ القرن، وحنى جبهته، وأصغى سمعه ينظر متى يؤمر»، فقال المسلمون:«يا رسول الله، فما نقول؟» قال:«قولوا: حسبنا الله ونعم الوكيل على الله توكلنا»

## الأقوال في معناه
- قال ابن الأنباري:[3] «الوكيل: الحافظ»
- قال السعدي:[3] «الوكيل المتولي لتدبير خلقه بعلمه وكمال قدرته وشمول حكمته، والذي تولى أولياءه، فيسرهم لليسرى، وجنبهم العسرى، وكفاهم الأمور، فمن اتخذه وكيلاً كفاه»
- قال الحليمي:[3] «هو الموكَّل والمفوّض إليه، علما بأن الخلق والأمر له، لا يملك أحد من دونه شيئا»
- قال الجرجاني:[3] «الوكيل: هو الذي يتصرف لغيره لعجز موكله»
- قال الراغب الأصفهاني:[4] «وربما فسر الوكيل بالكفيل والوكيل أعم من الكفيل لأن كل كفيل وكيل وليس كل وكيل كفيلاً»
- قال الزجاجي:[5] «والوكيل: فعيل من قولك وكلت أمري إلى فلان وتوكل به أي جعلته يليه دوني وينظر فيه. فالله -عز وجل- وكيل عباده أي كافيهم أمورهم وأسبابهم»

## التوكل
جاء في القرآن الكريم الأمر بالتوكل على الله، وأن لله يحب المتوكلين، فقال تعالى: ﴿وَعَلَى اللَّهِ فَتَوَكَّلُوا إِنْ كُنْتُمْ مُؤْمِنِينَ﴾ سورة المائدة:23، وقال: ﴿فَإِذَا عَزَمْتَ فَتَوَكَّلْ عَلَى اللَّهِ إِنَّ اللَّهَ يُحِبُّ الْمُتَوَكِّلِينَ﴾ سورة آل عمران:159، فالتوكّل على الله في الإسلام من العبادات، وقوامها الاعتماد القلبي عليه، وتفويض الأمور إليه، كما نهى عن اتخاذ وكيلًا غير الله، فقال تعالى: ﴿ألا تتخذوا من دوني وكيلا﴾ سورة الإسراء:2.